# Megaphorus pulchra
Megaphorus pulchra là một loài ruồi trong họ Asilidae. Megaphorus pulchra được Pritchard miêu tả năm 1935.